# Alice (série télévisée, 2020)
Pour les articles homonymes, voir Alice.
Alice (hangeul : 앨리스 ; RR : Aelliseu) est une série télévisée de science-fiction sud-coréenne en 16 épisodes de 70 minutes, diffusée entre le 28 août 2020 et le 24 octobre 2020 sur le réseau SBS TV,.

## Distribution
Sauf indication contraire ou complémentaire, les informations mentionnées dans cette section peuvent être confirmées par la base de données Hancinema

### Acteurs principaux
- Kim Hee-sun : Yoon Tae-i / Park Seong-yeong
- Joo Won : Park Jin-gyeom
  - Moon Woo-jin : Jin-gyeom, jeune (2 épisodes)

### Acteurs secondaires
- Kwak Si-yang : Yoo Min-hyeok
- Lee Da-in : Kim Do-yeon
- Kim Sang-ho : Go Hyeong-seok
- Choi Won-young : Seok Oh-won
- Lee Jae-yoon : Kim Dong-ho
- Jung Wook-I : Ha Yong-seok
- Jihyuk : Hong Jeong-wook
- Choi Hong-il : Yoon Jong-soo
- Kim Kyung-nam : Gi Cheol-am
- Hwang Seung-eon : Oh Si-yeong
- Yang Ji-il (ko) : Kim Sun-a
- Choi Jung-woo : le père de Tae-i
- Oh Young-shil : la mère de Tae-i
- Yeonwoo : Yoon Tae-yeon, la jeune sœur de Tae-i
- Oh Yeon-ah : la mère d'Eun-soo
- Lee Jung-hyun : Yang Hong-seop
- Park In-soo : Lee Se-hoon
- Yoon Joo-man : Joo Hae-min
- Bae Hae-sun : Kim In-sook
- Min Jun Ho : Kim Jeong-bae
- Lee Suwoong : Jeong Gi-hoon
- Lee Seung-hyung : le père d'Eun-soo

## Épisodes
La première saison de la série comporte seize épisodes, dépourvus de titres.